# 紀元前638年
紀元前638年（きげんぜん638ねん）は、西暦（ローマ暦）による年。紀元前1世紀の共和政ローマ末期以降の古代ローマにおいては、ローマ建国紀元116年として知られていた。紀年法として西暦（キリスト紀元）がヨーロッパで広く普及した中世時代初期以降、この年は紀元前638年と表記されるのが一般的となった。

## 他の紀年法
- 干支 : 癸未
- 日本
  - 皇紀23年
  - 神武天皇23年
- 中国
  - 周 - 襄王14年
  - 魯 - 僖公22年
  - 斉 - 孝公5年
  - 晋 - 恵公13年
  - 秦 - 穆公22年
  - 楚 - 成王34年
  - 宋 - 襄公13年
  - 衛 - 文公22年
  - 陳 - 穆公10年
  - 蔡 - 荘侯8年
  - 曹 - 共公15年
  - 鄭 - 文公35年
  - 燕 - 襄公20年
- 朝鮮
  - 檀紀1696年
- ユダヤ暦 : 3123年 - 3124年

## できごと

### 中国
- 魯が邾を攻撃し、須句を奪った。
- 鄭の文公が楚に赴くと、宋・衛・許・滕が鄭を攻撃した。
- 秦と晋が陸渾の戎を伊川に移した。
- 秦に人質となっていた晋の太子圉が母国に逃げ帰った。
- 周の王子帯が斉から呼び戻された。
- 魯と邾の軍が升陘で戦い、魯軍が敗れた。
- 楚軍が宋を攻撃して、鄭を救援した。宋の襄公は泓水で楚軍が渡河し終わるのを待って攻撃をしかけて大敗を喫した（泓水の戦い、宋襄の仁）。
- 楚の成王が柯沢で鄭の文公の夫人たちと面会すると、戦場で切り取った耳を夫人たちに見せた。